# Kamil Kasprowicz
Kamil Kasprowicz (* 27. Mai 1984 in Olsztyn) ist ein deutscher Schwimmer.

## Leben
Sein Heimatverein ist der SV Wasserfreunde 1898 Hannover. Der Student der Wirtschaftswissenschaften gewann seinen insgesamt sechsten Meistertitel bei den Deutschen Schwimmmeisterschaften 2007 in Berlin über 200 m Lagen in neuem deutschem Rekord von 2:00,47 Minuten.

## Rekorde
| Deutsche Rekorde (1)    | Deutsche Rekorde (1) | Deutsche Rekorde (1) | Deutsche Rekorde (1) |
| ----------------------- | -------------------- | -------------------- | -------------------- |
| 200 m Lagen             | 02:00,47 min         | 14. April 2007       | Berlin               |
| (Stand: 1. August 2008) |                      |                      |                      |